# Артиматас, Костакис
Костакис Артиматас (греч. Κωστάκης Αρτυματάς; 15 апреля 1993, Паралимни, Кипр) — кипрский футболист, полузащитник клуба «Анортосис» и сборной Кипра.

## Биография

### Клубная карьера
Воспитанник клуба «Эносис». В 2009 году перешёл в молодёжную команду английского «Ноттингем Форест». В 2012 году вернулся в «Эносис», в составе которого провёл один сезон, сыграл 18 матчей и забил 3 гола в чемпионате Кипра. Летом 2013 года подписал контракт с действующим чемпионом страны АПОЭЛ. В 2017 году был отдан в аренду на один сезон в клуб греческой Суперлиги «Керкира».

### Карьера в сборной
За основную сборную Кипра дебютировал 12 октября 2012 года в матче отборочного турнира чемпионата мира 2014 против сборной Словении, в котором вышел на замену после перерыва вместо Христоса Марангоса.
В 2018 году принял участие во всех шести матчах Лиги наций УЕФА 2018/2019, но по итогам турнира сборная Кипра заняла последнее место в группе и вылетела в низший дивизион.

## Достижения
АПОЭЛ
- Чемпион Кипра (4): 2013/2014, 2014/2015, 2015/2016, 2016/2017
- Обладатель Кубка Кипра (2): 2013/2014, 2014/2015
- Обладатель Суперкубка Кипра (1): 2013